# The Freewheelin' Bob Dylan
(B. Dylan)
| Recensione                           | Giudizio |
| ------------------------------------ | -------- |
| Ondarock                             | 8/10     |
| AllMusic                             | [ 4 ]    |
| Rolling Stone                        | [ 5 ]    |
| Entertainment Weekly                 | A-       |
| Virgin Encyclopedia of Popular Music | [ 7 ]    |
| Dizionario del pop rock              | [ 8 ]    |
| Piero Scaruffi                       | 5/10     |

The Freewheelin' Bob Dylan è il secondo album in studio di Bob Dylan, pubblicato nel maggio del 1963.
L'album, ritenuto uno dei capolavori di Dylan, fu un notevole successo grazie a brani come Blowin' in the Wind che divenne il simbolo delle canzoni di protesta e venne presto rifatta con successo anche da altri come Peter, Paul and Mary. L'album è presente nella classifica dei 500 migliori album di tutti i tempi stilata dalla rivista Rolling Stone, alla posizione numero 255.

## Registrazione
Registrato a New York, fu prodotto da John Hammond e Tom Wilson (anche se quest'ultimo non venne accreditato in copertina); riporta sulla contro-copertina note con descrizione dei brani e presentazione del compositore e cantante scritte da Nat Hentoff.
L'album di debutto di Dylan era passato sotto silenzio non ricevendo molta attenzione da critica e pubblico. Riuscendo a vendere solo 5,000 copie nel primo anno di pubblicazione, si era rivelato un vero e proprio flop. Alcuni dirigenti della Columbia Records pensarono anche alla possibilità di rescindere il contratto del cantante. John Hammond, che lo aveva portato nella compagnia, difese Dylan a spada tratta, sicuro del fatto che il suo prossimo album sarebbe stato un successo. La registrazione di Freewheelin' ebbe luogo nell'arco di un anno, dall'aprile 1962 all'aprile 1963, e l'album venne assemblato selezionando tracce incise nel corso di otto sedute di registrazione nel Columbia Records Studio A, 799 Seventh Avenue, a New York.
Molti critici hanno fatto notare l'incredibile sviluppo del talento di Dylan come compositore nel periodo immediatamente successivo al completamento del suo primo album. Il biografo Clinton Heylin mette in relazione il progresso come autore di Dylan dal punto di vista politico e sociale con il trasferimento dell'artista in un appartamento sulla West 4th Street dove andò a convivere con la sua ragazza dell'epoca, Suze Rotolo, nel gennaio 1962. La famiglia della Rotolo aveva una forte tradizione di attivismo politico di sinistra; entrambi i suoi genitori erano membri del partito comunista statunitense. Dylan riconobbe l'influenza ricevuta dall'ambiente quando disse in un'intervista: «Suze era dentro quella faccenda dell'uguaglianza e della libertà molto tempo prima che ci entrassi io. Sceglievamo le canzoni insieme».
La relazione di Bob con la Rotolo portò inoltre un'altra importante componente emozionale e dinamica all'interno dei brani di Freewheelin. Dopo sei mesi di convivenza, la Rotolo accettò la proposta di sua madre di andare a studiare arte in Italia. Suze Rotolo scrisse nella sua autobiografia: "mia madre non approvava Dylan proprio per niente. Non si piacevano a vicenda", suggerendo che l'idea del viaggio in Italia fosse stato un espediente escogitato dalla madre per allontanarlo da lei. Dylan sentì molto la mancanza della ragazza e le scrisse svariate lettere nella speranza di convincerla a tornare a casa presto. Lei rimandò il ritorno in diverse occasioni, tornando negli Stati Uniti nel gennaio 1963. Alcuni critici misero in correlazione le intense canzoni d'amore che esprimevano un senso di perdita presenti in Freewheelin' con la situazione critica del rapporto sentimentale tra i due giovani. Nella sua autobiografia, la Rotolo spiegò che le ragazze dei musicisti venivano spesso definite delle "oche" e che non ne poteva più di essere vista come una "proprietà di Bob, che era sempre al centro dell'attenzione".

La sbalorditiva velocità e facilità con la quale Dylan scriveva canzoni di sempre maggiore spessore, attrasse l'attenzione degli altri musicisti della scena folk di New York. In un'intervista radiofonica concessa alla WBAI nel giugno 1962, Pete Seeger descrisse Dylan come "l'autore più prolifico dell'intera scena". Curiosamente Dylan espresse il concetto impersonale che le canzoni stesse non fossero una sua creazione; in un'intervista alla rivista Sing Out! disse: «le canzoni sono lì. Esistono da sole e aspettano solo qualcuno che le scriva. Io mi limito a metterle giù su carta. Se non l'avessi fatto io, l'avrebbe fatto qualcun altro».

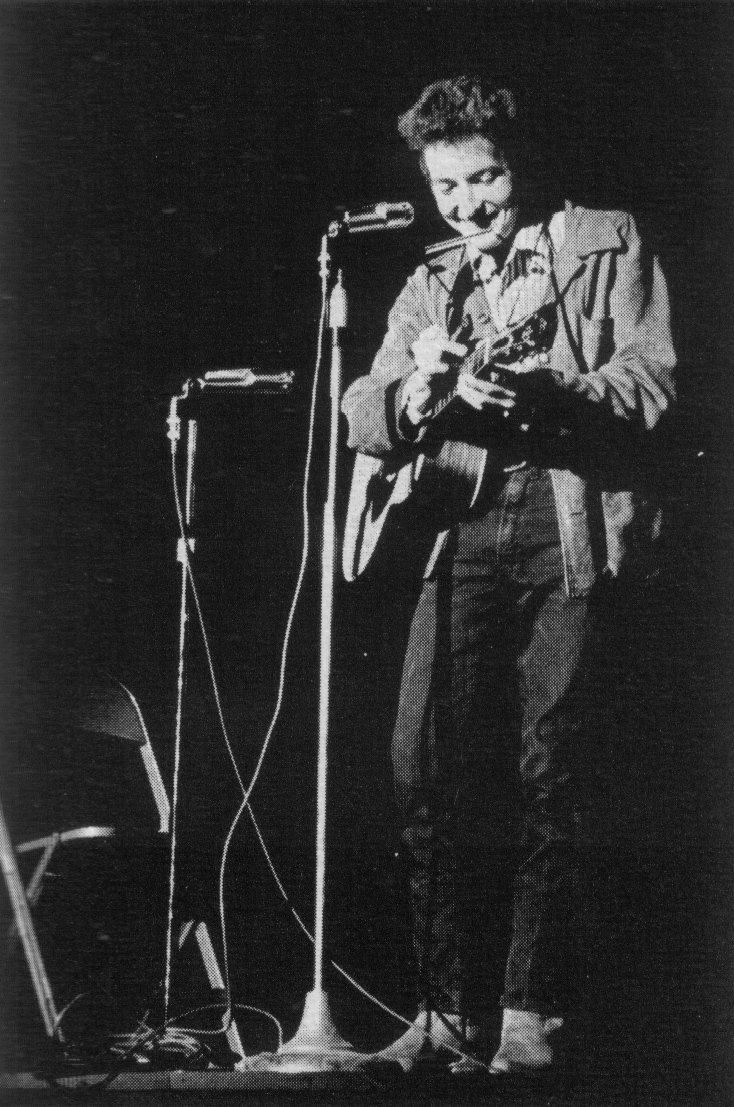
Bob Dylan in concerto nel novembre 1963.

Dylan iniziò a lavorare al suo secondo album il 24 aprile 1962 nello Studio A della Columbia a New York. A questo stadio, l'album era provvisoriamente intitolato Bob Dylan's Blues, titolo di lavorazione che sarebbe rimasto fino al luglio del 1962. Nel corso della prima seduta, Dylan incise quattro canzoni: Sally Gal, The Death of Emmett Till, Rambling, Gambling Willie, e Talkin' John Birch Paranoid Blues, tutte di sua composizione. Registrò inoltre due brani folk tradizionali, Going To New Orleans e Corrina, Corrina, oltre a (I Heard That) Lonesome Whistle di Hank Williams.
Ritornando nello Studio A il giorno seguente, Dylan registrò una sua nuova canzone da poco scritta, Let Me Die In My Footsteps, proseguendo poi con altre sue composizioni originali quali Rocks and Gravel, Talking Hava Negiliah Blues, Talking Bear Mountain Picnic Massacre Blues, e altre due take di Sally Gal. Nel corso della stessa sessione, Dylan incise anche qualche cover: il traditional Wichita, Baby, Please Don't Go di Big Joe Williams, e Milk Cow's Calf's Blues di Robert Johnson.
Le sedute ripresero il 9 luglio, sempre nello Studio A, giorno nel quale Dylan registrò Blowin' in the Wind, canzone che aveva in precedenza eseguito dal vivo al Gerde's Folk City il 16 aprile. Altre canzoni incise furono: Bob Dylan's Blues, Down the Highway, Honey, Just Allow Me One More Chance, e Baby, I'm in the Mood for You.

A questo punto, il manager Albert Grossman iniziò a interessarsi a Dylan. Grossman convinse Dylan a trasferire i diritti delle sue canzoni dalla Duchess Music, con la quale aveva firmato un contratto nel gennaio 1962, alla Witmark Music, una divisione della Warner Bros. Dylan firmò un nuovo contratto con la Witmark il 13 luglio 1962. All'insaputa di Dylan, Grossman aveva negoziato anche un accordo con la Witmark che gli garantiva, in qualità di manager dell'artista, il 50% dei profitti ricavati su ogni songwriter da lui portato nella compagnia. Questo accordo fu causa di una violenta battaglia legale tra Dylan e il suo ex manager nel corso degli anni ottanta. Il 20 agosto 1962 Albert Grossman divenne ufficialmente il manager di Dylan. Poiché Dylan aveva meno di 21 anni quando firmò il contratto con la CBS, Grossman dichiarò che tale contratto era nullo e che quindi bisognava rinegoziarne i termini e le condizioni. Hammond, invece, rispose invitando Dylan nel suo ufficio e persuadendolo a confermare il vecchio accordo. Ciò neutralizzò la strategia di Grossman, e portò una certa ostilità tra lui e Hammond.

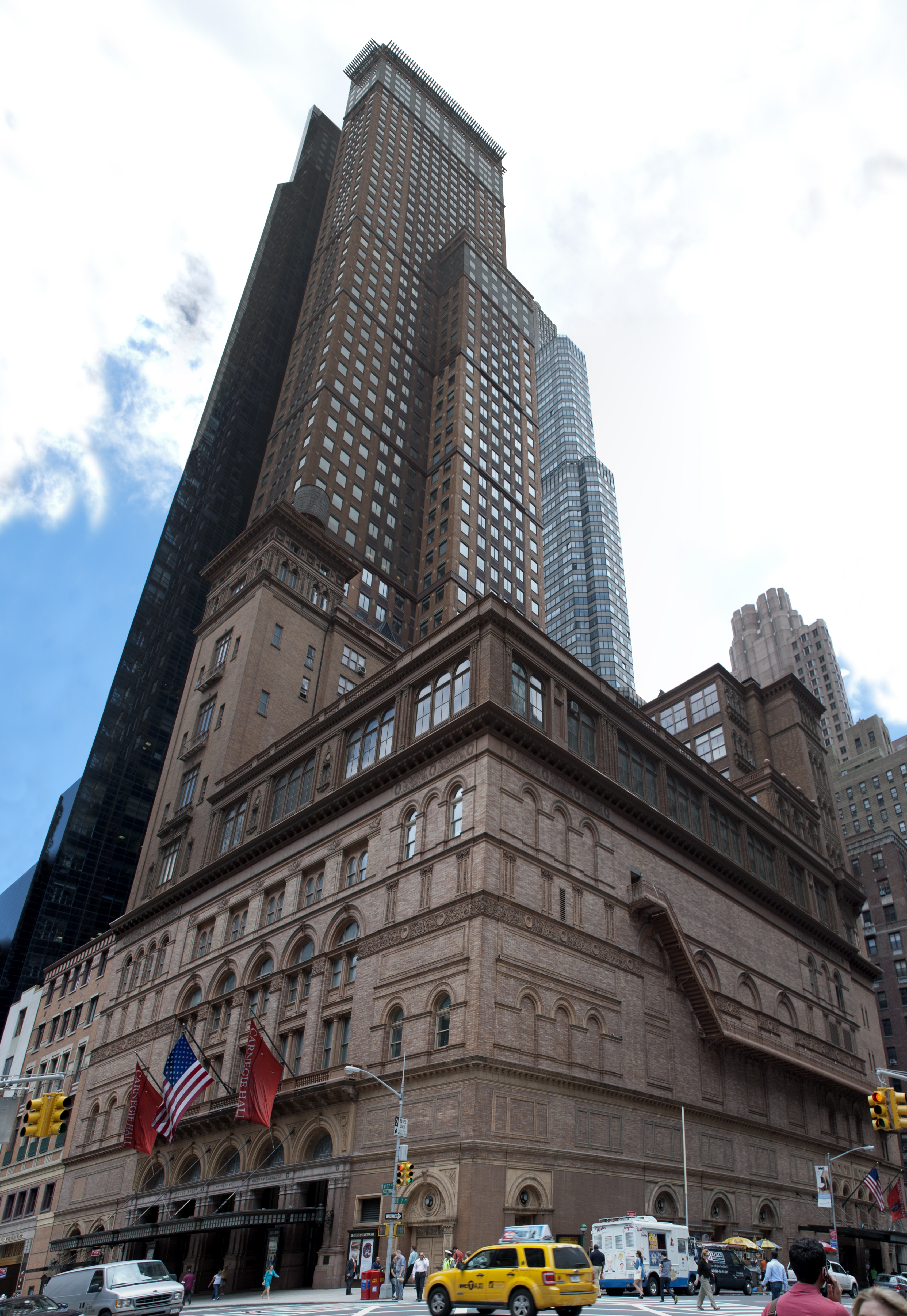
Mentre era impegnato nella registrazione di Freewheelin a New York, Dylan si esibì per la prima volta alla Carnegie Hall.

Il 22 settembre, Bob Dylan apparve per la prima volta alla Carnegie Hall, come parte di un "hootenanny all-star". In questa occasione, presentò in pubblico la sua nuova canzone A Hard Rain's a-Gonna Fall, che impressionò molto la platea grazie alle sue evocative immagini apocalittiche. Hard Rain avrebbe acquisito ulteriore spessore un mese dopo, quando il Presidente Kennedy apparve in televisione il 22 ottobre, annunciando alla nazione la scoperta di una postazione missilistica sovietica sull'isola di Cuba, dando inizio alla crisi dei missili di Cuba. Nelle note interne di Freewheelin', Nat Hentoff scrisse che Dylan gli aveva confidato di aver scritto Hard Rain in risposta alla crisi missilistica e alla paura dello scoppio imminente di una terza guerra mondiale: "Ogni strofa in essa è l'inizio di una nuova canzone. Ma quando la scrissi, pensavo di non aver ancora molto tempo a disposizione per comporre tutte le altre canzoni che avevo in mente, e quindi le misi tutte in una". In realtà, Dylan scrisse A Hard Rain's a-Gonna Fall più di un mese prima dello scoppio della crisi internazionale.
Il 26 ottobre riprese la lavorazione di Freewheelin', data nella quale Dylan suonò per la prima volta accompagnato da una band di supporto: Dick Wellstood al piano, Howie Collins e Bruce Langhorne alla chitarra, Leonard Gaskin al basso, e Herb Lovelle alla batteria. Dylan registrò tre brani. Varie take di Mixed-Up Confusion e That's All Right Mama di Arthur Crudup furono ritenute inutilizzabili, ma una versione di Corrina, Corrina venne selezionata per l'inclusione nella versione finale dell'album. Una take alternativa di Corrina, Corrina proveniente dalla stessa sessione fu successivamente pubblicata su singolo. Il 1º novembre, la band in studio includeva Art Davis al basso, mentre il chitarrista jazz George Barnes sostituì Howie Collins. Mixed-Up Confusion e That's All Right Mama furono ri-registrate, ma ancora senza successo. Una take della terza canzone provata, Rocks and Gravel, fu inizialmente presa in considerazione per l'inclusione su disco, ma in seguito scartata.
Il 14 novembre, Dylan tornò al lavoro con la band, stavolta con Gene Ramey al basso, passando gran parte della seduta a provare Mixed-Up Confusion. Anche se la traccia non apparve in Freewheelin', fu ugualmente pubblicata su singolo il 14 dicembre 1962, senza riscuotere particolare successo e venendo presto ritirata dal mercato.
Altro brano registrato durante la sessione del 14 novembre fu Don't Think Twice, It's All Right. Langhorne accompagnò poi Dylan in altri tre suoi brani originali: Ballad of Hollis Brown, Kingsport Town, e Whatcha Gonna Do, ma nessuno di essi venne incluso nella versione finale dell'album.
Dylan tenne un'altra sessione nello Studio A il 6 dicembre. Furono completate cinque canzoni, tutte composizioni originali, tre delle quali finirono in The Freewheelin' Bob Dylan: A Hard Rain's a-Gonna Fall, Oxford Town, e I Shall Be Free. Infine, venne fatto un ulteriore tentativo di incidere Whatcha Gonna Do e registrata una nuova canzone, Hero Blues, ma entrambi i brani furono scartati.

### Viaggio in Inghilterra
Dodici giorni dopo, Dylan effettuò il suo primo viaggio all'estero fuori dagli Stati Uniti. Il regista televisivo britannico Philip Saville aveva visto Dylan esibirsi al Greenwich Village, e lo aveva invitato a prendere parte allo show della BBC Madhouse on Castle Street. Dylan arrivò a Londra il 17 dicembre. Nello show, eseguì Blowin' in the Wind e due altre canzoni (delle quali non esiste più alcuna documentazione in quanto la BBC cancellò i nastri relativi al programma). A Londra ebbe modo inoltre di immergersi nella scena folk locale, facendo la conoscenza di Anthea Joseph, organizzatrice del club Troubadour, e dei cantanti folk Martin Carthy e Bob Davenport. Carthy fece conoscere a Dylan due ballate inglesi che sarebbero state di capitale importanza per Freewheelin'. L'arrangiamento di Carthy di Scarborough Fair sarebbe stato utilizzato da Dylan come base per Girl from the North Country. Una ballata del XIX secolo scritta in commemorazione della morte di Sir John Franklin nel 1847, Lady Franklin's Lament, diede a Dylan la melodia per la sua Bob Dylan's Dream.
Dall'Inghilterra, Bob si spostò in Italia, riunendosi ad Albert Grossman, che era in tour con la sua cliente Odetta. Dylan inoltre era speranzoso di riprendere i contatti con la sua ragazza, Suze Rotolo, essendo però all'oscuro del fatto che, nel frattempo, lei era tornata a New York.

### Ritorno a New York
Dylan tornò a New York il 16 gennaio 1963. In gennaio e febbraio, egli registrò qualche sua nuova composizione in sessioni per Broadside, inclusa una nuova canzone antimilitarista, Masters of War, composta a Londra. Riunitosi con Suze Rotolo, i due fecero ritorno all'appartamento che avevano condiviso sulla West 4th Street.
Poiché Grossman non vedeva di buon occhio John Hammond, la Columbia scelse come nuovo produttore di Dylan un giovane afroamericano di nome Tom Wilson, produttore di dischi jazz. Wilson ricordò in seguito: «non mi era mai piaciuta particolarmente la musica folk. Avevo lavorato con Sun Ra e Coltrane... Pensavo che la musica folk fosse per ragazzini scemi. [Dylan] suonava come un ragazzino scemo, ma poi gli uscirono di bocca quelle parole, quei testi così profondi. Rimasi sbalordito». Nel corso di una seduta del 24 aprile, prodotta da Wilson, Dylan registrò cinque nuove canzoni: Girl from the North Country, Masters of War, Talkin' World War III Blues, Bob Dylan's Dream, e Walls of Red Wing. Walls of Red Wing fu alla fine scartata, ma le altre quattro finirono tutte sull'album finito.
Il colpo di scena finale delle sedute di registrazione per Freewheelin' si ebbe quando Dylan venne scelto per comparire al The Ed Sullivan Show il 12 maggio 1963. Dylan aveva detto a Sullivan che avrebbe eseguito Talkin' John Birch Paranoid Blues, ma i dirigenti del programma misero il loro veto alla messa in onda di una canzone offensiva nei confronti dell'associazione di destra John Birch Society, e gli chiesero di suonare un'altra canzone. Rifiutando la censura, Dylan se ne andò dallo show. Dopo l'episodio, i legali della CBS si dissero preoccupati dell'inclusione di una brano così potenzialmente offensivo nel nuovo album di Dylan di prossima pubblicazione, e spinsero per la sua eliminazione dal disco. Come conseguenza, Dylan decise di sostituire quattro tracce (John Birch, Let Me Die In My Footsteps, Rambling Gambling Willie, Rocks and Gravel) con le nuove canzoni incise in aprile (Girl from the North Country, Masters of War, Talkin' World War III Blues, Bob Dylan's Dream).
Alcune copie preliminari della versione originale dell'album contenenti le quattro canzoni scartate sono ricomparse nel corso degli anni, nonostante la Columbia avesse presumibilmente distrutto tutte le copie già stampate. Questa versione "non censurata" di The Freewheelin' Bob Dylan viene considerata ad oggi uno dei dischi più rari e preziosi d'America, con un valore di circa 35,000 dollari sul mercato del collezionismo.

## Copertina
La copertina dell'album raffigura una fotografia di Bob Dylan a passeggio sottobraccio con Suze Rotolo, la sua fidanzata dell'epoca. La foto venne scattata nel febbraio 1963, qualche settimana dopo il ritorno della Rotolo dal suo viaggio in Italia, dal fotografo della CBS Don Hunstein all'angolo tra Jones Street e la West 4th Street nel Greenwich Village, New York City, vicino all'appartamento dove ai tempi viveva la coppia.

## Pubblicazione

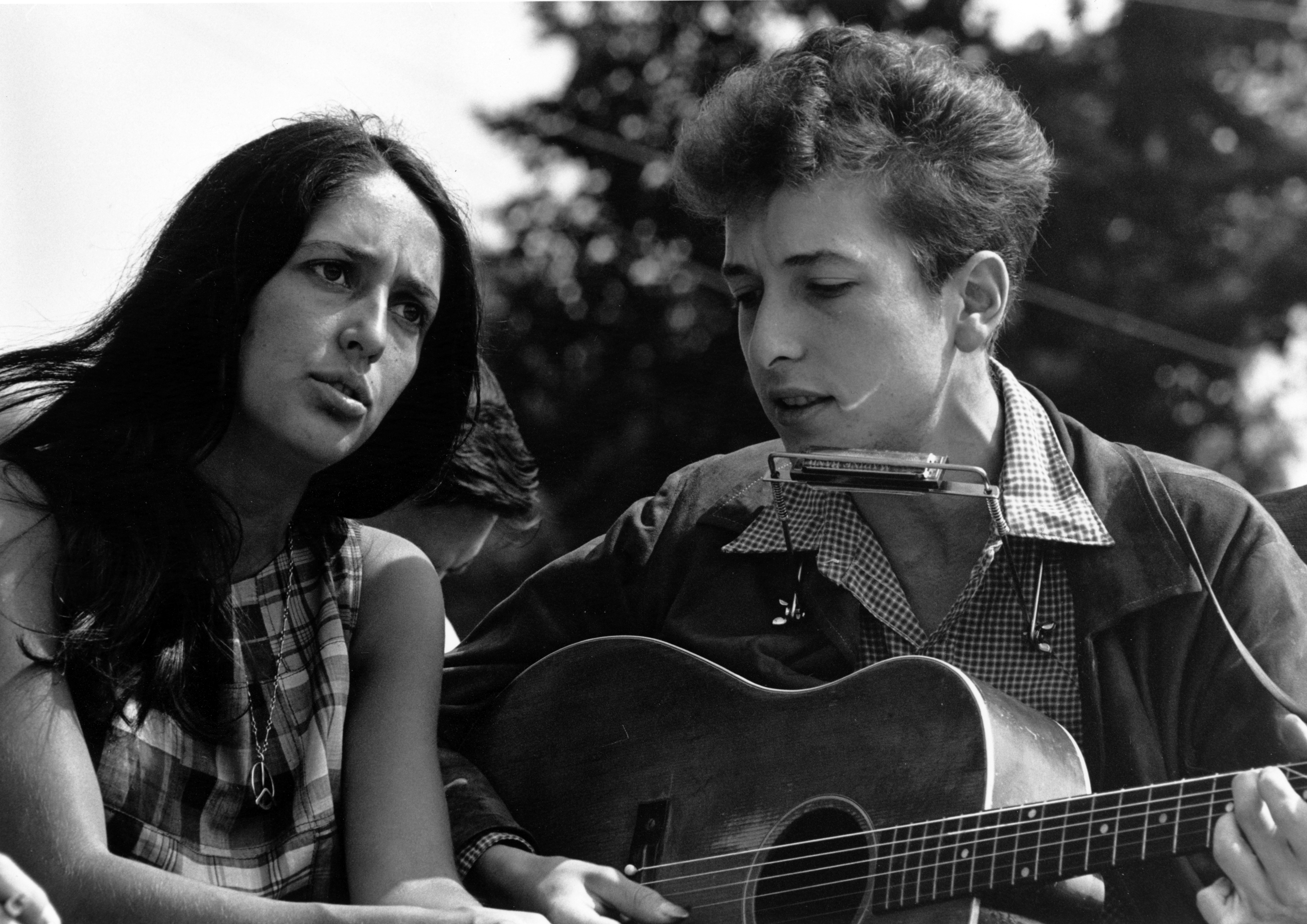
Bob Dylan & Joan Baez nei primi anni sessanta.

Dylan promosse l'uscita del suo nuovo album partecipando a trasmissioni radiofoniche e facendo concerti. Nel maggio 1963, si esibì con Joan Baez al Monterey Folk Festival, dove lei lo raggiunse sul palco per un duetto in With God on Our Side, un nuovo pezzo da lui scritto. La Baez era all'epoca all'apice della carriera, ed era apparsa sulla copertina di TIME in novembre. La performance non solo diede a Dylan grande visibilità, ma segnò anche l'inizio della relazione sentimentale fra i due, che sarebbe stata definita da un biografo di Dylan "una delle più celebrate storie d'amore del decennio".
The Freewheelin' Bob Dylan venne pubblicato il 27 maggio 1963. Secondo Anthony Scaduto, si rivelò un immediato successo, vendendo 10,000 copie al mese. Un articolo sulla musica folk, a firma Nat Hentoff, apparve nel numero di giugno di Playboy dando spazio considerevole al lavoro di Dylan.
In luglio, Dylan apparve al secondo Newport Folk Festival. Quel fine settimana, la versione di Peter, Paul and Mary di Blowin' in the Wind raggiunse il secondo posto nella classifica di Billboard. Anche Joan Baez era a Newport, e si esibì due volte insieme a Dylan. La combinazione del successo da classifica di Blowin' in the Wind, unito alla curiosità di vedere cantare insieme Joan Baez e Bob Dylan, generò molto interesse verso il nuovo album di Dylan.
In settembre, l'album entrò nella classifica di Billboard; raggiungendo come miglior piazzamento la posizione numero 22, vendendo un milione di copie circa nei soli Stati Uniti. Ma fu in Europa, e precisamente in Gran Bretagna, che il disco fece il botto salendo fino alla vetta della classifica. Bob Dylan stesso confermò che fu proprio Freewheelin' l'album che decretò il suo successo definitivo. Le tracce Blowin' in the Wind, Masters of War, Girl from the North Country, A Hard Rain's A-Gonna Fall e Don't Think Twice, It's All Right, tutte contenute nell'album, sono considerate dei capolavori e dei classici del repertorio di Dylan. Il sottile equilibrio del disco tra tematiche serie e soggetti più lievi, catturò l'attenzione di molti, inclusi i Beatles. John Lennon disse: «A Parigi nel 1964 fu la prima volta in assoluto nella quale ascoltai Dylan. Paul ebbe il disco (The Freewheelin' Bob Dylan) da un dj francese. Per tre settimane non facemmo altro che ascoltarlo di continuo. Diventammo tutti pazzi di Dylan».

## Tracce
Testi e musiche di Bob Dylan, eccetto ove diversamente specificato
Lato 1.
1. Blowin' in the Wind – 2:47
2. Girl from the North Country – 3:18
3. Masters of War – 4:29
4. Down the Highway – 3:19
5. Bob Dylan's Blues – 2:19
6. A Hard Rain's A-Gonna Fall – 6:47

Lato 2.
1. Don't Think Twice, It's All Right – 3:37
2. Bob Dylan's Dream – 4:58
3. Oxford Town – 1:47
4. Talking World War III Blues – 6:23
5. Corrina, Corrina – 2:40 – (adatt. e arr. da Dylan)
6. Honey, Just Allow Me One More Chance – 1:57 (Thomas, Dylan)
7. I Shall Be Free – 4:45

Le prime copie stampate contenevano quattro canzoni che in ultima istanza furono sostituite dalla Colombia su tutte le stampe successive. Queste canzoni erano Rocks and Gravel, Let Me Die in My Footsteps, Gamblin' Willie's Dead Man's Hand e Talkin' John Birch Paranoid Blues. Le copie della versione "originale" di The Freewheelin' Bob Dylan (in mono e stereo) sono estremamente rare. L'elenco delle tracce originali era la seguente:
Lato 1
1. Blowin' in the Wind - 2:46
2. Rocks and Gravel - 2:21
3. A Hard Rain's a-Gonna Fall - 6:48
4. Down the Highway - 3:10
5. Bob Dylan's Blues - 2:19
6. Let Me Die in My Footsteps - 4:05

Lato 2
1. Don't Think Twice, It's All Right - 3:37
2. Gamblin' Willie's Dead Man's Hand - 4:11
3. Oxford Town - 1:47
4. Corrina, Corrina - 2:42 (adatt. e arr. da Dylan)
5. Talkin' John Birch Blues - 3:45
6. Honey, Just Allow Me One More Chance - 1:57 (Thomas, Dylan)
7. I Shall Be Free - 4:46

## Brani

### Blowin' in the Wind
Blowin' in the Wind è tra le canzoni più famose e celebrate di Bob Dylan. Nelle note interne di The Bootleg Series Volumes 1-3 (Rare & Unreleased) 1961-1991, John Bauldie scrisse che fu Pete Seeger il primo ad accorgersi che la melodia di Blowin' in the Wind era simile a quella del vecchio spiritual No More Auction Block. Secondo The Folk Songs of North America di Alan Lomax, la canzone ebbe origine in Canada e veniva cantata da ex-schiavi neri liberati dopo l'abolizione della schiavitù in Gran Bretagna nel 1833. Nel 1978, Dylan riconobbe la fonte di ispirazione quando disse al giornalista Marc Rowland: «Blowin' in the Wind è sempre stata uno spiritual. Presi una canzone chiamata No More Auction Block – quello è uno spiritual, e Blowin' in the Wind ha lo stesso feeling». Un'esecuzione di No More Auction Block da parte di Bob Dylan venne registrata al Gaslight Cafe nell'ottobre 1962, ed apparve in The Bootleg Series Volumes 1-3 (Rare & Unreleased) 1961-1991.
Il critico Andy Gill ha scritto: «Blowin' in the Wind segnò un salto di qualità enorme nel songwriting di Dylan. Prima di essa, tentativi come The Ballad of Donald White e The Death of Emmett Till erano stati semplici reportage retorici. Blowin' in the Wind era differente: per la prima volta, Dylan scoprì l'effetto dello spostarsi dal particolare al generale. Mentre The Ballad of Donald White sarebbe diventata completamente vecchia e datata dopo l'esecuzione dell'omonimo criminale, una canzone vaga come Blowin' in the Wind avrebbe potuto essere applicata ad ogni istanza di libertà. A tutt'oggi, rimane il brano con il quale viene maggiormente identificato Bob Dylan, e ha salvaguardato la sua reputazione di libertario e paladino della giustizia sociale attraverso tutti i suoi cambiamenti di stile e comportamento».
Blowin' in the Wind divenne famosa a livello mondiale quando Peter, Paul and Mary, che avevano lo stesso manager di Dylan, Albert Grossman, pubblicarono su singolo la loro versione del brano. La cover salì fino alla seconda posizione in classifica negli Stati Uniti, con vendite superiori al milione di copie, rendendo la canzone un grande successo. Peter Yarrow ricorda che, quando disse a Dylan che il pezzo gli avrebbe fruttato 5,000 dollari solo di diritti d'autore, egli rimase senza parole.

### Girl from the North Country
Negli anni ci sono state molte speculazioni circa l'identità della ragazza citata nella canzone. Clinton Heylin disse che le candidate più frequentemente nominate sono Echo Helstrom, una delle prime ragazze di Dylan, e Suze Rotolo, per la quale Bob avrebbe finito di scrivere il brano in Italia. Howard Sounes suggerisce invece che potrebbe trattarsi di Bonnie Beecher, altra fidanzata di Dylan ai tempi della Università del Minnesota. Il musicologo Todd Harvey nota che Dylan non solo prese la melodia di Scarborough Fair, che aveva imparato da Martin Carthy a Londra, ma adattò anche il tema della canzone. A sua volta Scarborough Fair deriva dall'antica ballata tradizionale scozzese The Elfin Knight (Child Ballad Number 2), trascritta per la prima volta nel 1670 e contenuta nel corpus di 305 ballate raccolte da Francis James Child nel 1882.

### Masters of War
Canzone di protesta senza compromessi diretta all'industria bellica dei "signori della guerra", Masters of War è basata sull'arrangiamento dato da Jean Ritchie di Nottamun Town, un'antica ballata folk inglese. Scritta alla fine del 1962 quando Dylan si trovava a Londra, testimoni oculari (inclusi Martin Carthy e Anthea Joseph) ricordano che egli la suonò in alcuni locali folk inglesi dell'epoca. La Ritchie avrebbe successivamente intentato una causa per plagio; e secondo un biografo di Dylan, la faccenda sarebbe stata messa a tacere in maniera consensuale dagli avvocati del cantante con il pagamento alla Ritchie di 5,000 dollari.
Si tratta di una delle più dure e ferme condanne del militarismo e dell'industria bellica mai messe in musica. A differenza della celeberrima Blowin' in the Wind, che è ricca di metafore e di simbolismi, qui Bob Dylan rivolge un'esplicita protesta contro i fabbricanti di morte, i signori della guerra fabbricanti d'armi, per i quali egli non esita ad esprimere l'odio che nutre nei loro confronti; dice appunto: «And I hope that you die» ("spero che moriate") e «And your death'll come soon» ("e che la vostra morte sopraggiunga presto").

### Down the Highway
Dylan compose questo brano come un blues canonico in dodici battute. Nelle note di copertina di Freewheelin’, egli spiegò a Nat Hentoff: «Quello che rende i veri cantanti blues così grandi è la capacità di elencare tutti i problemi dai quali sono afflitti; ma allo stesso tempo, assumendo una posizione distaccata, come se potessero parlarne dall'esterno oggettivamente. E in quel modo, eliminare i problemi stessi». Nella canzone, Dylan cita esplicitamente il sentimento di perdita e smarrimento che lo affliggeva a causa del soggiorno della fidanzata Suze Rotolo a Perugia: «My baby took my heart from me/ She packed it all up in a suitcase/ Lord, she took it away to Italy, Italy».

### Bob Dylan's Blues
Dylan inizia il brano con un'introduzione parlata dove descrive in modo satirico le origini delle canzoni folk: «la maggior parte delle canzoni furono scritte a Tin Pan Alley, che è il posto da dove vengono molti dei brani folk al giorno d'oggi». Segue quello che si può definire come un assurdo, improvvisato blues.

### A Hard Rain's a-Gonna Fall
Dylan aveva solo 21 anni quando scrisse una delle sue canzoni più complesse, A Hard Rain's a-Gonna Fall, spesso indicata semplicemente come Hard Rain. Si dice che Dylan presentò dal vivo Hard Rain al Gaslight Cafe, dove Peter Blankfield ricorda: «tirò fuori questi foglietti di carta ed iniziò a cantare... Quando ebbe finito, nessuno era in grado di proferire parola, eravamo tutti ammutoliti. La lunghezza del brano, la sua forma narrativa. Ogni strofa giocata sul botta e risposta, sulla costruzione e sulla deflagrazione, tutto contribuiva a renderla speciale». Dylan eseguì Hard Rain alla Carnegie Hall il 22 settembre 1962, come parte di un concerto organizzato da Pete Seeger. La canzone ebbe anche maggiore risonanza un mese dopo, quando il Presidente Kennedy apparve in televisione il 22 ottobre, annunciando alla nazione la scoperta di una postazione missilistica sovietica sull'isola di Cuba, dando così inizio alla crisi dei missili di Cuba. Molti critici interpretarono il tono apocalittico del brano come un riferimento alla pioggia nucleare conseguenza di un conflitto mondiale, ma Dylan respinse l'ipotesi affermando: «No, non si tratta della pioggia atomica, è solo un forte temporale».
Molti rimasero colpiti dalla potenza e dalla complessità della composizione. Per il critico Robert Shelton, A Hard Rain's a-Gonna Fall rappresenta un "capolavoro della musica folk", che concretizza i frutti della fusione tra poesia e jazz avvenuta negli anni cinquanta, influenzata dalle opere di Ginsberg, Ferlinghetti, e Rexroth. Il cantante folk Dave Van Ronk commentò in seguito: «Fui sicuro da subito che Hard Rain rappresentasse l'inizio di una rivoluzione artistica vera e propria». Pete Seeger espresse considerazioni simili affermando come, secondo lui, questa canzone sarebbe durata nel tempo più di tutte le altre scritte da Dylan. La struttura del testo è basata sulla tradizionale ballata Lord Randal, Child Ballads nº 12.

### Don't Think Twice, It's All Right
Dylan scrisse la canzone dopo aver sentito che Suze Rotolo stava prendendo in considerazione l'idea di trasferirsi stabilmente in Italia, adattando la melodia di un pezzo di Paul Clayton intitolato Who's Gonna Buy You Ribbons (When I'm Gone). Nelle note di copertina di Freewheelin', Dylan commentò: «Non è una canzone d'amore. È un'affermazione che forse puoi dire per farti stare meglio. È come se stessi parlando a te stesso».
Il brano, dalle spiccate sonorità country, riscosse particolare successo grazie alla sua saltellante e gioiosa orecchiabile melodia.
Oltre alla melodia, anche un paio di strofe furono prese di peso da Dylan dal brano Who's Goin' to Buy You Ribbons When I'm Gone? di Clayton che aveva inciso la canzone nel 1960, due anni prima della composizione ufficiale di Don't Think Twice. Le strofe prese "parola per parola" o leggermente modificate da Dylan sono: «T'ain't no use to sit and wonder why, darlin'», e, «So I'm walkin' down that long, lonesome road». C'è comunque da dire che Clayton aveva a sua volta basato la sua composizione sulla vecchia ballata popolare di pubblico dominio Who's Gonna Buy Your Chickens When I'm Gone.

### Bob Dylan's Dream
Bob Dylan's Dream si basa sulla melodia del brano tradizionale Lady Franklin's Lament, nel quale il personaggio del titolo sogna di ritrovare il marito, l'esploratore artico Sir John Franklin, vivo e vegeto (Sir John Franklin era scomparso durante una spedizione polare nel 1845). Todd Harvey fa notare come Dylan trasformi la canzone in qualcosa di personale, sebbene mantenga sia la melodia e l'atmosfera generale della ballata originale. Il mondo all'esterno viene dipinto come minaccioso e in tempesta, e il desiderio fervente di Dylan, come era quello di Lady Franklin, è di ritrovare la compagna scomparsa e rivivere con lei i momenti felici trascorsi insieme.

### Oxford Town
Oxford Town è il resoconto sardonico fatto da Dylan degli eventi accaduti alla Università del Mississippi nel settembre 1962. Il veterano della U.S. Air Force James Meredith era stato il primo studente afroamericano ad essere ammesso alla Università del Mississippi, situata vicino alla città di Oxford (Mississippi). Quando Meredith cercò di entrare per la prima volta in classe, alcuni cittadini del Mississippi firmarono una petizione per mantenere in vigore la segregazione razziale nella scuola, incluso il governatore Ross Barnett. Alla fine, l'Università del Mississippi dovette accettare l'integrazione per ordine delle truppe federali.

### Talkin' World War III Blues
Il "talkin' blues" ("blues parlato") era uno stile molto utilizzato da Woody Guthrie che si basava su testi improvvisati sul momento. Talkin' World War III Blues fu una composizione spontanea di Dylan creata in studio durante l'ultima seduta di The Freewheelin' Bob Dylan. Egli registrò cinque take della canzone e la quinta venne scelta per essere inserita nell'album. Il formato del "talkin' blues" permise a Dylan di trattare un tema scottante e serio come quello di una catastrofe nucleare con ironia ed umorismo, e "senza un tono accusatorio saccente o apocalittico".

### Corrina, Corrina
Corrina, Corrina venne registrata dai Mississippi Sheiks, e dal loro leader Bo Carter nel 1928. Il brano fu reinterpretato da svariati artisti quali Bob Wills, Big Joe Turner, e Doc Watson. La versione di Dylan inserisce alcune frasi tratte da canzoni di Robert Johnson: Stones In My Passway, 32-20 Blues, e Hellhound On My Trail. Una take alternativa della canzone venne usata come B-side del singolo Mixed-Up Confusion.

### Honey, Just Allow Me One More Chance
Honey, Just Allow Me One More Chance si basa su Honey, Won't You Allow Me One More Chance?, brano tradizionale del 1890 reso celebre da Henry Thomas nel 1928. "Tuttavia, l'originale di Thomas fornisce poco più del titolo e un canovaccio da seguire", scrisse Heylin, "che Dylan trasforma in un appello personale alla sua amata lontana, e in un tour de force vocale vero e proprio".

### I Shall Be Free
I Shall Be Free è una riscrittura del brano di Lead Belly We Shall Be Free, interpretato in precedenza anche, tra gli altri, da Sonny Terry, Cisco Houston, e Woody Guthrie. Secondo Todd Harvey, la versione di Dylan prende in prestito la melodia dalla registrazione di Guthrie omettendo però il caratteristico ritornello («We'll soon be free/When the Lord will call us home»). La critica si è divisa sul valore di questa traccia. Robert Shelton la liquida come "una delle peggiori canzoni del disco", un brano riempitivo usa e getta, mentre Todd Harvey affermò come il posizionare la canzone alla fine di Freewheelin', fu una giusta scelta da parte di Dylan per concludere l'album con una nota leggera dopo le tematiche serie e profonde trattate nei brani precedenti.

### Outtakes
Le canzoni registrate all'epoca ma escluse da Freewheelin' sono le seguenti. Tutti i brani pubblicati nel 1991 sull'album The Bootleg Series 1–3 sono descritti nelle note interne di quel disco, mentre le altre canzoni ancora inedite sono documentate dal biografo di Dylan Clinton Heylin, eccetto dove indicato. Tutti i brani sono opera di Bob Dylan, eccetto dove indicato.
| Titolo                                                         | Commenti |
| -------------------------------------------------------------- | --- |
| Baby, I'm in the Mood for You                                  | Pubblicata in Biograph |
| Baby, Please Don't Go (Big Joe Williams)                       | Disponibile su iTunes nell'EP Exclusive Outtakes From No Direction Home |
| Ballad of Hollis Brown                                         | La versione di Freewheelin' è ancora inedita. Ri-registrata da Dylan per l'inclusione nel suo album successivo, The Times They Are a-Changin'. Una versione demo è stata pubblicata in The Bootleg Series Vol. 9 - The Witmark Demos: 1962-1964 |
| The Death of Emmett Till                                       | La versione di Freewheelin' è ancora inedita. Registrata per la trasmissione radiofonica "Broadside Show", nel maggio 1962, pubblicata nel disco Broadside Ballads, Vol. 6: Broadside Reunion della Folkways Records sotto lo pseudonimo di "Blind Boy Grunt". Una versione demo è stata pubblicata in The Bootleg Series Vol. 9 - The Witmark Demos: 1962-1964 |
| Hero Blues                                                     | La versione di Freewheelin' è ancora inedita. Una versione demo è stata pubblicata in The Bootleg Series Vol. 9 - The Witmark Demos: 1962-1964 |
| House Carpenter (traditional)                                  | Pubblicata in The Bootleg Series 1–3 |
| Going to New Orleans                                           | Inedita |
| (I Heard That) Lonesome Whistle (Hank Williams, Jimmie Davies) | Inedita |
| Kingsport Town (traditional)                                   | Pubblicata in The Bootleg Series 1–3 |
| Let Me Die In My Footsteps                                     | Pubblicata in The Bootleg Series 1–3 |
| Milk Cow's Calf's Blues (Robert Johnson)                       | Inedita |
| Mixed-Up Confusion                                             | Pubblicata su singolo, ma ritirata presto dal mercato. Ripubblicata nel 1985 in Biograph |
| Quit Your Lowdown Ways                                         | Pubblicata in The Bootleg Series 1–3 |
| Rambling, Gambling Willie                                      | Pubblicata in The Bootleg Series 1–3 |
| Rocks and Gravel                                               | Versione in studio inedita. Pubblicata in versione live al Gaslight Cafe dell'ottobre 1962, in Live at The Gaslight 1962 |
| Sally Gal                                                      | Pubblicata in No Direction Home: The Bootleg Series Vol. 7 |
| Talkin' Bear Mountain Picnic Massacre Blues                    | Pubblicata in The Bootleg Series 1–3 |
| Talkin' Hava Negiliah Blues                                    | Pubblicata in The Bootleg Series 1–3 |
| Talkin' John Birch Paranoid Blues                              | Versione in studio inedita. Pubblicata in versione live alla Carnegie Hall, 26 ottobre 1963, in The Bootleg Series 1–3. Una versione demo è stata pubblicata in The Bootleg Series Vol. 9 - The Witmark Demos: 1962-1964 |
| That's All Right, Mama (Arthur Crudup)                         | Inedita |
| Walls of Red Wing                                              | Pubblicata in The Bootleg Series 1–3 |
| Whatcha Gonna Do                                               | Versione in studio inedita. Una versione demo è stata pubblicata in The Bootleg Series Vol. 9 - The Witmark Demos: 1962-1964 |
| Wichita (Goin' to Louisiana) (traditional)                     | Inedita |
| Worried Blues (traditional)                                    | Pubblicata in The Bootleg Series 1–3 |

## Formazione
- Bob Dylan – voce, chitarra acustica, armonica a bocca

### Altri musicisti inCorrina, Corrina
- Bruce Langhorne – chitarra
- Howie Collins – chitarra
- Leonard Gaskin – contrabbasso
- Dick Wellstood – pianoforte
- Herbie Lovelle – batteria

### Produzione
- John H. Hammond – produzione
- Nat Hentoff – note interne
- Don Hunstein – fotografia di copertina

## Classifiche
| Classifica (1963) | Posizione massima |
| ----------------- | ----------------- |
| Stati Uniti       | 22                |

| Classifica (1964) | Posizione massima |
| ----------------- | ----------------- |
| Regno Unito       | 1                 |